# 尼纳祖
尼纳祖（Ninazu）是苏美尔神话中的冥神和医疗神。他是恩利勒和宁利勒的儿子，或其它传说中的埃列什基伽勒(Ereshkiga)和古伽拉纳（Gugalana）的儿子，并且是宁吉什济达（Ningiszida）之父。在恩基和宁胡尔萨格的故事中，他被描述是宁苏图（Ninsutu）的丈夫，专为医治恩基之病而生的数神之一。
尼纳祖一直是埃什侬纳城（Eshnunna）的守护神，后被“提什帕克”（Tispak）取代。他的圣殿是“埃斯库勒”(E-sikul)和“埃库尔玛”（E-kurma）。不像他的至亲-冥界凶神内尔伽勒（Nergal），他对人类友好，但他也像他的兄弟尼努尔塔一样，具有战神的特点。